# Гоов, Андзор Назрунович
Андзор Назрунович Гоов (род. 13 января 1961) — член Правительства Республики Абхазия; министр здравоохранения Республики Абхазии (2014—2017); в прошлом — депутат Парламента Республики Абхазии (2002—2007).

## Биография
С 1979 по 1985 годы обучался в Кабардино-Балкарском государственном университете на медицинском факультете, а с 1984 по 1990 годы — в ординатуре Второго МОЛГМН. С 1991 по 1992 годы обучался в аспирантуре при Втором МОЛГМН.
С 1985 по 1989 годы работал врач-травматологом РКБ в городе Нальчике.
С 1992 по 1993 годы работал в ОВ РА (Начальник отдела ЦВГ в Гудауте), а с 1993 по 1995 годы — заведующий травматологическим отделением ЦРБ в городе Гагра.
С 1995 по 1997 годы назначен директором НИИ ИЭПиТ, с 1997 по 2000 годы — врач-травматолог в отделение травматологии города Сочи.
С 2002 по 2007 годы был депутатом Парламента Республики Абхазия.
С 2007 по 2014 годы работал начальником отдела травматологии ЦВГ МОРА, а с 2013 года был руководителем РДЦ «Савитар».
28 октября 2014 года указом президента Абхазии назначен министром здравоохранения. 5 июня 2017 года освобождён от занимаемой должности.

## Награды
- Кавалер ордена Леона
- Профессор РА ВН
- Орден Пирогова
- Медаль Войно-Ясенецкого за выдающиеся заслуги в области военной медицины